# Morinamid
A morinamid (vagy morfazinamid, INN: morinamide) a tbc (gümőkór) gyógyítására használt gyógyszerhatóanyag nemzetközi szabadneve.

## Védjegyezett nevű készítmények[1]
- Piazolina
- Hidrokloridsó formájában: Piazofolina

## Fordítás
- Ez a szócikk részben vagy egészben  a   Morinamide című angol Wikipédia-szócikk ezen változatának fordításán alapul.  Az eredeti cikk szerkesztőit annak laptörténete sorolja fel. Ez a jelzés csupán a megfogalmazás eredetét és a szerzői jogokat jelzi, nem szolgál a cikkben szereplő információk forrásmegjelöléseként.